# Fortines
Fortines är en ort i Mexiko.   Den ligger i kommunen Mezquital och delstaten Durango, i den centrala delen av landet, 600 km nordväst om huvudstaden Mexico City. Fortines ligger 583 meter över havet och antalet invånare är 212.
Terrängen runt Fortines är huvudsakligen kuperad, men åt nordost är den bergig. Fortines ligger nere i en dal som går i nord-sydlig riktning. Runt Fortines är det mycket glesbefolkat, med 3 invånare per kvadratkilometer. Närmaste större samhälle är Huazamota, 2,8 km nordost om Fortines. I omgivningarna runt Fortines växer huvudsakligen savannskog.